# Adele Ferguson
Adele Ferguson (1924/1925-3 de marzo de 2015) fue una periodista estadounidense del Bremerton Sun. Fue la primera mujer en trabajar como reportera de tiempo completo en la Legislatura Estatal de Washington en Olympia, Washington, cargo que ocupó durante treinta y dos años.

## Vida y carrera
Creció en Minnesota como miembro de una familia numerosa, la segunda de diez hijos. Ferguson, que nunca asistió a la universidad y no tuvo una formación formal, se unió por primera vez a una sala de redacción en 1943 mintiendo sobre su experiencia previa. Después de la conclusión de la Segunda Guerra Mundial, comenzó a trabajar para el Bremerton Sun como columnista, cubriendo inicialmente la política local y el Departamento de Policía de Bremerton. Su columna se tituló «The Farmer's Daughter» («La hija del granjero») y se publicó en la «sección de mujeres» del periódico. En 1957 fue excluida de una gira de periodistas en el submarino nuclear USS Nautilus (SSN-571) por ser mujer. Después de que una columna que escribió sobre el desaire atrajera la atención de todo el país, la Marina revocó su decisión y le dio un recorrido personal.
Ferguson comenzó a cubrir exclusivamente la Legislatura Estatal de Washington en 1961, convirtiéndose en la primera reportera de tiempo completo allí para cualquier periódico. Se enfrentó al sexismo y al acoso al mudarse a Olympia. En 2008 relató que «a mí, los hombres, no me hablaban», refiriéndose a otros miembros del grupo de prensa.: 51  Al principio de su tiempo allí, fue acosada sexualmente por un senador estatal. Con el tiempo, sin embargo, se ganó la reputación de ser una reportera feroz y contundente. El ex secretario de Estado de Washington, Ralph Munro, comentó una vez sobre sus columnas, diciendo:

Adele es el único tsunami legítimo que ha golpeado la capital del estado. Los funcionarios electos corrían al único quiosco que tenía The Bremerton Sun en el edificio legislativo para ver a quién había ahogado en su columna esta semana. Aquellos que no estaban totalmente muertos por la ola a menudo tardaban semanas en recuperar su ego y energía. Adele sabía pegar y pegaba fuerte.

Se retiró de los reportajes a tiempo completo en 1993, pero continuó escribiendo una columna ocasional hasta su muerte en 2015. En 1998, un puente que cruza la ruta 305 del estado de Washington en Poulsbo fue nombrado «Paso Elevado Adele Ferguson» en su honor.
En 2009, fue una de las primeras tres personas honradas por el Washington State Legacy Project, que publica historias detalladas de residentes notables de Washington.

## Vida personal
Estuvo casada con John Philipsen desde 1946 hasta la muerte de él en 2005, con quien tuvo dos hijos. Estuvo casada brevemente antes de casarse con Philipsen.: 20  Políticamente era conservadora y, a menudo, suscitaba controversias por sus opiniones políticas. Murió el 3 de marzo de 2015, a la edad de noventa años.